# Антоціанідини

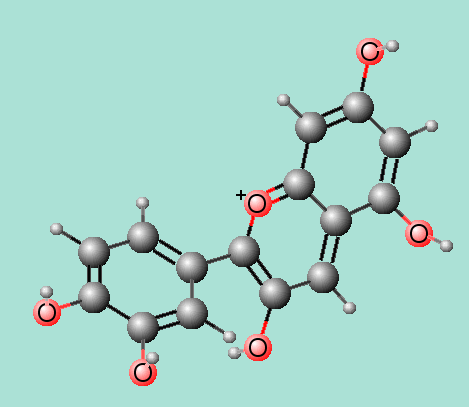
Тривимірна модель молекули ціанідину, представника антоціанідинів

Антоціанідіни є загальним видом рослинних пігментів. Вони є безглікозидними аналогами антоціанів, які основані на флавильному або 2-фенілхроменильному іоні, які є типом оксонієвого іона (хроменіліум згадується також як бензопиріліум). Вони утворюють великі групи поліметинових барвників. Зокрема, антоціанідіни є сольові похідні 2-фенілхроменіліум катіона, також відомого як катіона флавіліума. Як показано на схемі нижче, фенільна група у другому положенні може містити різні замісники. Як протийон для флавільних катіонів в основному буває хлоридний іон. Наявність позитивного заряду, в молекулах антоціанідинів відрізняє цей тип сполук від інших флавоноїдів. 31 мономерних антоціанідинів були належним чином ідентифіковано, більшість антоціанів основані на ціанідині (30 %), дельфінідині (22 %), а на пеларгонідині (18 %), відповідно. Всього 20 % від антоціанів основані на трьох звичайних антоціанідинах (пеонідин, мальвідин, і петунідин), які метилюються. Близько 3, 3 і 2 % від антоціанів і антоціанідинів позначені як 3-дезоксиантоціанідини, рідкісні метильовані антоціанідини, і 6-гідроксиантоціанідини, відповідно.
Мохоподібні, зазвичай також містять антоціани у клітинній стінці, на основі 3-дезоксиантоціанідинів. Новий антоціанідин, рисцінідин А був виділений із печіночника Ricciocarpos natans. Його можна отримати з 6,7,2',4',6'-пентагідроксифлавілу, після зациклення двох гідроксильних груп 6' і 3. Його видимий спектр метанольного розчину HCl становить 494 нм. Цей пігмент супроводжується рисцінідином Б, який, швидше за все, оснований на двох молекулах рисцінідину А об'єднаних через 3'- або 5' -позиції. Обидва пігменти також були виявлені в печіночниках Маршанція мінлива (Marchantia polymorpha), Riccia duplex і Scapania undulata.

## pH
Стабільність антоціанідинів залежить від pH. При низьких значеннях рН (кисле середовище), присутні забарвлені антоціанідини, тоді як при вищих значеннях рН (основні умови) присутні у формі безбарвних халконів.

## Класифікація
3-Деоксиантхоціанідини, такі як лютеолінілідин — це клас антоціанідинів, у ядрі яких не вистачало гідроксильної групи у 3 положенні.
| Антоціанідин | Основна структура (R4′ = −OH)                   | R3′   | R5′   | R3  | R5    | R6  | R7    |
| ------------ | ----------------------------------------------- | ----- | ----- | --- | ----- | --- | ----- |
| Аурантинидин | Основна структура Антоціанідинів: флавіо-катіон | −H    | −H    | −OH | −OH   | −OH | −OH   |
| Гирсутидин   | Основна структура Антоціанідинів: флавіо-катіон | −OCH3 | −OCH3 | −OH | −OH   | −H  | −OCH3 |
| Дельфінідин  | Основна структура Антоціанідинів: флавіо-катіон | −OH   | −OH   | −OH | −OH   | −H  | −OH   |
| Європінідин  | Основна структура Антоціанідинів: флавіо-катіон | −OCH3 | −OH   | −OH | −OCH3 | −H  | −OH   |
| Капенсинідин | Основна структура Антоціанідинів: флавіо-катіон | −OCH3 | −OCH3 | −OH | −OCH3 | −H  | −OH   |
| Мальвідин    | Основна структура Антоціанідинів: флавіо-катіон | −OCH3 | −OCH3 | −OH | −OH   | −H  | −OH   |
| Пелагонідин  | Основна структура Антоціанідинів: флавіо-катіон | −H    | −H    | −OH | −OH   | −H  | −OH   |
| Петунідин    | Основна структура Антоціанідинів: флавіо-катіон | −OH   | −OCH3 | −OH | −OH   | −H  | −OH   |
| Піонідин     | Основна структура Антоціанідинів: флавіо-катіон | −OCH3 | −H    | −OH | −OH   | −H  | −OH   |
| Пулчелідин   | Основна структура Антоціанідинів: флавіо-катіон | −OH   | −OH   | −OH | −OCH3 | −H  | −OH   |
| Росинідин    | Основна структура Антоціанідинів: флавіо-катіон | −OCH3 | −H    | −OH | −OH   | −H  | −OCH3 |
| Цианідин     | Основна структура Антоціанідинів: флавіо-катіон | −OH   | −H    | −OH | −OH   | −H  | −OH   |